# Nina Blazon
Nina Blazon (Alemanya, 1969) és una escriptora i autora alemanya.

## Biografia
Va néixer al 1969, i va passar els seus primers anys de vida a Neu-Ulm. Va estudiar filologia eslava i germànica a Würzburg, després dels seus estudis va ser professora de diverses universitats i redactora d'una agència de publicitat, encara que actualment és periodista de diversos diaris i escriu novel·les de diferents gèneres. Va obtenir el premi Wolfgang Hohlbein per la seva primera obra; Im Bann des Fluchträgers.
D'ella mateixa destaca el seu gust pels paisatges escandinaus i el cinema. Viu amb el seu marit a Stuttgart i escriu per al diari Stuttgarter Zeitung, entre d'altres.

## Obra

### Woran-Saga
- Teil 1: Im Bann des Fluchträgers, Ueberreuter 2003, ISBN 3-8000-5061-7
- Teil 2: Im Labyrinth der alten Könige, Ueberreuter 2004, ISBN 3-8000-5107-9
- Teil 3: Im Reich des Glasvolks, Ueberreuter 2006, ISBN 3-8000-5215-6

### Die Taverne am Rande der Welten
- Teil 1: Reise nach Yndalamor, Ravensburger 2007, ISBN 3-473-52317-8
- Teil 2: Im Land der Tajumeeren, Ravensburger 2007, ISBN 3-473-52328-3
- Teil 3: Das Königreich der Kitsune, Ravensburger 2008, ISBN 3-473-52349-6

### Novel·les individuals per a nens i joves
- Die Rückkehr der Zehnten, 2005, ISBN 3-8000-5131-1
- Der Kuss der Russalka, 2005, (Verlag: Ueberreuter), ISBN 3-8000-5159-1
- Der Bund der Wölfe, 2006, (Verlag: Sauerländer), ISBN 3-7941-7039-3
- Der Spiegel der Königin, 2006, (Verlag: Ravensburger), ISBN 3-473-35257-8
- Die Sturmrufer, 2007, (Verlag: Ueberreuter), ISBN 978-3-8000-5254-7
- Der Maskenmörder von London, 2007, (Verlag: Sauerländer), ISBN 3-7941-7050-4.
- Katharina, 2007, (Verlag: Ravensburger), ISBN 3-473-35268-3.
- Faunblut, 2008, (Verlag: cbt), ISBN 978-3-570-16009-1.
- Das Amulett des Dschingis Khan, 2008, (Verlag: Sauerländer), ISBN 978-3-7941-8068-4.
- Die Königsmalerin, 2008, (Verlag: Ravensburger), ISBN 978-3-473-35278-4.
- Totenbraut, 2009, (Verlag: Ravensburger), ISBN 978-3-473-35304-0.
- Die Magier der Winde (Originaltitel: Die Sturmrufer, s.o.), 2010, ISBN 3-570-30566-X.
- Schattenauge, 2010, (Verlag: Ravensburger), ISBN 978-3-473-35314-9.
- Polinas Geheimnis, 2010, (Verlag: Ravensburger), ISBN 3-473-36806-7.
- Ascheherz, 2011, (Verlag: cbt), ISBN 978-3-570-16065-7.
- Zweilicht, 2011, (Verlag: cbt), ISBN 978-3-570-16117-3.
- Wolfszeit, 2012, (Verlag: Ravensburger), ISBN 978-3-473-40070-6.
- Laqua - Der Fluch der schwarzen Gondel, 2012, (Verlag: cbt), ISBN 978-3-570-15475-5.
- Der Drache aus dem blauen Ei, 2012, (Verlag: Ravensburger), ISBN 978-3-473-36847-1.
- Die verbotene Pforte, 2013, (Verlag: Ravensburger), ISBN 978-3-473-40086-7.
- Der dunkle Kuss der Sterne, 2014, (Verlag: cbt), ISBN 978-3-570-16155-5.
- Lillesang - Das Geheimnis der dunklen Nixe, 2014, (Verlag: cbt), ISBN 978-3-570-16287-3.
- Der Winter der schwarzen Rosen, 2015, (Verlag: cbt), ISBN 978-3-570-16364-1.
- Feuerrot, 2016, (Verlag: Ravensburger), ISBN 978-3-473-40133-8.
- Silfur - Die Nacht der silbernen Augen, 2016, (Verlag: cbt), ISBN 978-3-570-16366-5.

### Ficció per a adults
- Liebten wir, 2015, (Verlag: Ullstein), ISBN 978-3-8437-0517-2.